# Sylvia (film 2003)
Sylvia – brytyjski film biograficzny z 2003 roku w reżyserii Christine Jeffs. Zdjęcia kręcono w Nowej Zelandii oraz w Cambridge.

## Zarys fabuły
Historia romansu amerykańskiej poetki Sylvii Plath z brytyjskim poetą Tedem Hughesem. Akcja filmu rozpoczyna się w 1957 na uniwersytecie w Cambridge, gdzie para się poznała, a kończy w 1963 samobójstwem artystki.

## Obsada
- Gwyneth Paltrow jako Sylvia Plath
- Daniel Craig jako Ted Hughes
- Jared Harris jako Al Alvarez
- Amira Casar jako Assia Wevill
- Blythe Danner jako Aurelia Plath
- Michael Gambon jako Profesor Thomas